# Slaughters
Slaughters és una població dels Estats Units a l'estat de Kentucky. Segons el cens del 2000 tenia 238 habitants.

## Demografia
Segons el cens del 2000, Slaughters tenia 238 habitants, 93 habitatges, i 70 famílies. La densitat de població era de 399,5 habitants/km².
Dels 93 habitatges en un 33,3% hi vivien nens de menys de 18 anys, en un 63,4% hi vivien parelles casades, en un 10,8% dones solteres, i en un 23,7% no eren unitats familiars. En el 21,5% dels habitatges hi vivien persones soles el 10,8% de les quals corresponia a persones de 65 anys o més que vivien soles. El nombre mitjà de persones vivint en cada habitatge era de 2,56 i el nombre mitjà de persones que vivien en cada família era de 2,93.
Per edats la població es repartia de la següent manera: un 27,7% tenia menys de 18 anys, un 6,7% entre 18 i 24, un 29% entre 25 i 44, un 24,4% de 45 a 60 i un 12,2% 65 anys o més.
L'edat mediana era de 34 anys. Per cada 100 dones de 18 o més anys hi havia 83 homes.
La renda mediana per habitatge era de 40.000 $ i la renda mediana per família de 47.917 $. Els homes tenien una renda mediana de 38.125 $ mentre que les dones 21.875 $. La renda per capita de la població era de 14.337 $. Entorn del 7,1% de les famílies i el 10,2% de la població estaven per davall del llindar de pobresa.

## Poblacions més properes
El següent diagrama mostra les poblacions més properes.